# Sulcicnephia argylacea
Sulcicnephia argylacea är en tvåvingeart som först beskrevs av Rubtsov 1947.  Sulcicnephia argylacea ingår i släktet Sulcicnephia och familjen knott. Inga underarter finns listade i Catalogue of Life.